# Doliops
Doliops is een geslacht van kevers uit de familie van de boktorren (Cerambycidae). De wetenschappelijke naam van het geslacht werd in 1841 gepubliceerd door George Robert Waterhouse.

## Soorten
- Doliops animula Kriesche, 1940
- Doliops bakeri Heller, 1924
- Doliops basilana Heller, 1923
- Doliops bitriangularis Breuning, 1947
- Doliops conspersa Aurivillius, 1927
- Doliops costatus Vives, 2012
- Doliops cuellari Vives, 2012
- Doliops curculionoides Waterhouse, 1841
- Doliops duodecimpunctata Heller, 1923
- Doliops dupaxi Vives, 2013
- Doliops edithae Vives, 2009
- Doliops elcanoi Vives, 2011
- Doliops emmanueli Vives, 2009
- Doliops frosti Schultze, 1923
- Doliops geometrica Waterhouse, 1842
- Doliops gertrudis Hüdepohl, 1990
- Doliops halconensis Vives, 2012
- Doliops helleri Vives, 2009
- Doliops imitator Schultze, 1918
- Doliops ismaeli Vives, 2005
- Doliops johnvictori Vives, 2009
- Doliops ligata Schwarzer, 1929
- Doliops magnifica (Heller, 1923)
- Doliops metallicus Breuning, 1938
- Doliops multifasciata Schultze, 1922
- Doliops octomaculatus Breuning, 1938
- Doliops pachyrrhynchoides Heller, 1916
- Doliops pinedai Vives, 2012
- Doliops rufipes Aurivillius, 1927
- Doliops siargaoensis Schultze, 1919
- Doliops similis Miwa & Mitono, 1933
- Doliops taylori Vives, 2013
- Doliops transverselineata Breuning, 1947
- Doliops urdanetai Vives, 2011
- Doliops villalobosi Heller, 1926
- Doliops viridisignata Breuning, 1947